# Merasjärvi (meer Kiruna)
Merasjärvi is een meer in het noorden van Zweden, in de gemeente Kiruna in de provincie Norrbottens län. De oppervlakte van het meer is ongeveer 2 km², maar kan niet precies worden gegeven. Het meer wordt door moeras omringd, zodat er eigenlijk geen vaste oevers zijn.